# 佐奈田氏
佐奈田氏（さなだし）は日本の氏族の一つであり、現在では眞田氏あるいは真田氏とも呼称される。
桓武平氏三浦氏流三浦義継の四男である岡崎四郎義実の嫡男である佐奈田与一義忠が、相模国大住郡佐奈田（現・神奈川県平塚市真田）を領して佐奈田氏と名乗った。しかし、義忠が治承4年（1180年）、源頼朝の伊豆挙兵に従い出兵した際、石橋山の戦いにて俣野五郎景久により討死させられ、佐奈田氏の系譜はわずか一人で滅びた。
なお、現在の神奈川県平塚市真田の「真田」とは「佐奈田」の当字である。また、日本各地にある「真田」の地名は相模国大住郡佐奈田(現・神奈川県平塚市真田）が最も古くからある「真田」の地名である。